# Мезосфера
Мезосфера (грч. mesos-средина и sphaira-лопта) је омотач Земљине атмосфере који се налази тачно изнад стратосфере, а испод термосфере. Горње и доње границе мезосфере варирају са висином и променом годишњих доба, али доња граница мезосфере се обично налази на на око 50 km изнад Земљине површине, а мезопауза се обично налази на висинама око 100 km, осим на средњим и великим висинама где преко лета досеже висине од око 85 km.
Стратосфера, мезосфера и нижи слојеви термосфере се обично називају средња атмосфера, који досежу висине од 10 до 100 km. Мезопауза, на висинама од 80 до 90 km дели мезосферу од термосфере (други крајњи омотач Земљине атмосфере). Она је такође на истој висини као и турбопауза, испод које се различита хемијска једињења добро мешају.
На доњем слоју мезосфере температура се креће од 0 °C, а на горњим границама око —90 °C. Изнад 55.000 метара јављају се сребрнасти облаци и према њиховом кретању је утврђено да се у тим слојевима налазе изузетно снажни ветрови и турбуленције. Брзина достиже чак 250 m/s.

#### Температура
У мезосфери температура опада са повећањем висине. Горња граница мезосфере је мезопауза, која може бити најхладније природно настало место на Земљи, са температуром испод 130K.